# مارك سواريس
مارك سواريس (بالإنجليزية: Mark Suárez)‏ مواليد 8 يناير 1979 في ريفرسايد، هو ملاكم محترف أمريكي يصنف ضمن فئة الوزن المتوسط.

## إحصائيات
خاض خلال مسيرته 30 نزالا، فاز في 25 ولم يتعادل وخسر في 5. فاز بالضربة القاضية في 13 نزالا.

## روابط خارجية
- مارك سواريس على موقع بوكس ريك (الإنجليزية) (registration required)